# Grzegorz (Cwetkow)
Grzegorz, imię świeckie Krasimir Cwetkow (ur. 19 września 1970 w Botewgradzie) – bułgarski biskup prawosławny.

## Życiorys
Ukończył studia teologiczne na Uniwersytecie Ateńskim im. Kapodistriasa. Będąc jeszcze studentem, spędzał wakacje w monasterze św. Jerzego w Hadżidimowie i tam też 17 listopada 1996 złożył wieczyste śluby mnisze przed metropolitą newrokopskim Natanielem. Następnego dnia został wyświęcony na hierodiakona, zaś w 1997 został hieromnichem.
20 grudnia 1998 otrzymał godność archimandryty. W tym samym roku ukończył studia i wrócił na stałe do monasteru w Hadżidimowie. Równocześnie obsługiwał parafie w sąsiednich wsiach. W 2007 otrzymał godność protosyngla metropolii sofijskiej.
Jego chirotonia biskupia odbyła się 29 października 2010 w Monasterze Trojańskim. Został wówczas biskupem pomocniczym metropolii sofijskiej z tytułem biskupa branickiego. W lutym 2011 mianowano go przełożonym Monasteru Trojańskiego. Po śmierci metropolity newrokopskiego Nataniela był jednym z dwóch kandydatów na jego następcę. W głosowaniu Świętego Synodu w tej sprawie uzyskał równą liczbę głosów, co kontrkandydat, biskup Serafin (Dinkow); w tej sytuacji nowego metropolitę newrokopskiego wskazał patriarcha bułgarski Neofit, który poparł Serafina.
W 2017 r. został zwierzchnikiem metropolii wraczańskiej. Po śmierci patriarchy Neofita, 19 marca 2024 Święty Synod BKP powierzył Grzegorzowi godność pełniącego obowiązki metropolity sofijskiego (do czasu wyboru nowego patriarchy) i tymczasowego przewodniczącego Świętego Synodu.